# Allmaniopsis fruticulosa
Allmaniopsis es un género monotípico de  fanerógamas pertenecientes a la familia Amaranthaceae. Su única especie: Allmaniopsis fruticulosa, es originaria de Kenia.

## Descripción
Es una hierba anual o perenne, arbusto, o rara vez árbol pequeño, a veces escandente. Tiene las hojas simples, alternas u opuestas, sin estípulas. Las inflorescencias en forma de una cabeza densa,  espiga, racimo o panícula, cimosa, bracteadas; con brácteas membranosas e hialinas. Flores bisexuales o unisexuales (monoicas o dioicas). El fruto es una cápsula  comúnmente con delgadas paredes. Semilla globosa a ovoide o lenticular, embrión curvo o circular, que rodea el endospermo ± copioso.

## Taxonomía
Allmaniopsis fruticulosa fue descrita por  Karl Suessenguth y publicado en Mitteilungen der Botanischen Staatssammlung München 1: 2 (1950). 1950.
Etimología
Allmaniopsis: nombre genérico compuesto que significa ‘similar a Allmania’.